# Котлобовский, Игорь Борисович
Игорь Борисович Котлобовский (род. 26 февраля 1950, Солнечногорск, Московская область) — советский и российский учёный-экономист, действительный член РАЕН, педагог высшей школы, общественный деятель. Проректор МГУ имени М. В. Ломоносова (2008—2016), председатель Объединённого профкома МГУ.

## Биография
В 1972 году окончил механико-математический факультет МГУ по кафедре гидродинамики (дипломная работа «О волнах в грунте, возбуждаемых наземным взрывом», научный руководитель С. С. Григорян) и два года отработал по распределению. Затем окончил целевую аспирантуру экономического факультета МГУ (1977) по кафедре математических методов анализа экономики. Кандидат экономических наук (1979).
Преподает и ведёт научную работу на экономическом факультете МГУ, читал курсы лекций «Управление рисками и страхование», «Актуарные расчеты», «Управление рисками», «Актуарные расчеты в страховании жизни».
Начал профессиональный путь в МГУ с должности младшего научного сотрудника, затем — старший научный сотрудник, ассистент, доцент. В 1995 году возглавил кафедру управления рисками и страхования экономического факультета, избран по конкурсу на должность заведующего этой кафедрой в 1996 году.
Неоднократно избирался в состав Объединённого профсоюзного комитета Московского университета (ОПК МГУ), с 1986 года — заведующий организационным отделом, с 1988 года — заместитель председателя ОПК. В 1991 году избран председателем ОПК МГУ.
Член правления Гильдии актуариев (с 2002 по 2007 — председатель правления), член РАЕН (с 2017 г.), член правления Всероссийского Научного страхового общества, член редакционного совета журнала «Страховое дело» (с 2000 г.) и журнала Вестник Московского университета. Серия 21 Управление (с 2003 г.), член экспертных советов Комитета Государственной Думы по финансовому рынку — по страховому законодательству и по финансовым рискам, член Межрегионального банковского совета при Совете Федерации Федерального Собрания РФ член Совета по развитию финансового рынка при Совете Федерации Федерального Собрания РФ (с 2020 г.), член Экспертного совета по актуарной деятельности при ЦБ РФ (с 2015 по 2021 гг.).
Член ЦК профсоюза работников народного образования и науки РФ, Президент Евразийской ассоциации профсоюзных организаций университетов (с 1992).
Проректор МГУ 2008—2016.
Член Исполкома Азиатско-Тихоокеанской Ассоциации риска и страхования (Asia-Pacific Risk and Insurance Association — APRIA), в 2013—2014 годах — Президент Ассоциации, глава оргкомитета 18-й Ежегодной конференции APRIA (Москва, 27-30 июля 2014 года).
В сентябре 2016 года вошёл в Совет по перестрахованию, созданный по Федеральному закону от 3 июля 2016 года № 363-ФЗ «О внесении изменений в Закон Российской Федерации „Об организации страхового дела в Российской Федерации“» при Национальной перестраховочной компании.

## Научные интересы
Исследование операций, теория и управление рисками, актуарная математика, страхование.
Работал координатором проекта TACIS «Страховое образование» (1995—2001), неоднократно участвовал в международных проектах в качестве эксперта по страхованию и актуарной математике. Сотрудничал с Бюро экономического анализа, Министерством по чрезвычайным ситуациям, Министерством экономического развития, Министерством сельского хозяйства, Федеральной службой страхового надзора Министерства финансов, Всероссийским союзом страховщиков и другими организациями.
Подготовил 19 кандидатов наук.
Автор и соавтор более 100 научных трудов, в том числе опубликованных в зарубежных изданиях, монографий, разделов в учебниках. Редактор 8 монографий и сборников научных трудов, член 13 программных комитетов международных и национальных научных конференций.

## Награды и звания
Лауреат премии имени М. В. Ломоносова МГУ за педагогическую деятельность (1999).
Лауреат премии «Золотая саламандра» за личный вклад в развитие науки и подготовку кадров в страховании (2009).
Лауреат премии имени В. М. Яковлева Профсоюза работников образования и науки Российской Федерации (2021).
Лауреат премии Kyobo Life Contribution Азиатско-Тихоокеанской Ассоциации риска и страхования (APRIA) (2021).
Награждён «Орденом Дружбы» (2020), медалями ордена «За заслуги перед Отчеством» I и II степени (2005 и 2001), медалью «В память 850-летия Москвы» (1997), почётным знаком ФНПР «За активную работу в профсоюзах», памятной медалью МЧС России «Маршал Василий Чуйков»(2013).(28 декабря 2020 года) — за заслуги в научно-педагогической деятельности, подготовке квалифицированных специалистов и многолетнюю добросовестную работу.
Награждён Почетной медалью РАЕН имени Василия Леонтьева «За достижения в экономике» (2024)